# Vol Vnukovo Airlines 2801
Le vol Vnukovo Airlines 2801 était un vol charter international qui reliait l'aéroport international de Vnoukovo, à Moscou, en Russie, à l'aéroport de Longyearbyen, au Spitzberg, dans l'archipel norvégien du Svalbard. 
Le 29 août 1996, lors de l'approche finale, le Tupolev Tu-154 effectuant ce vol s'est écrasé près du sommet d'Operafjellet (en), une montagne située à 14 km de la piste d'atterrissage. Les 11 membres d'équipage et les 130 passagers à bord ont tous péri dans l'accident, ce qui en fait la plus grande catastrophe aérienne de l'histoire de la Norvège.

## Avion et équipage

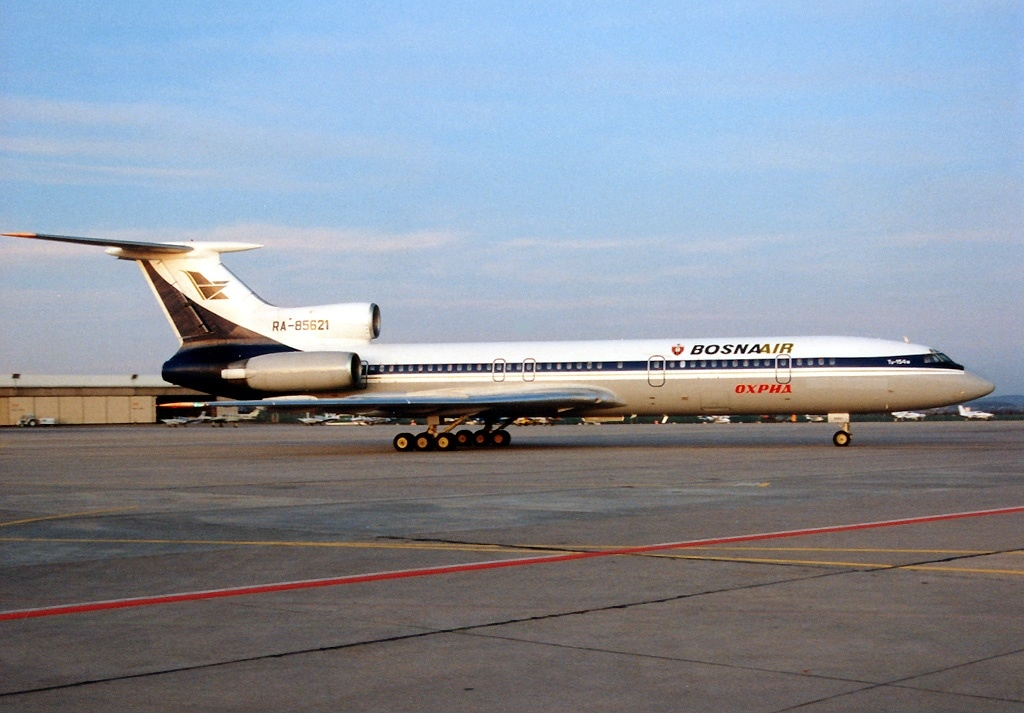
RA-85621, l'appareil impliqué dans l'accident, ici en janvier 1993, alors en service pour BosnaAir.

L'appareil était un Tupolev Tu-154M, immatriculé RA-85621. Il est sorti d'usine en janvier 1987 et mis en service peu de temps après. Il opérait pour Vnukovo Airlines, pour le compte d'Arktikougol, compagnie minière russe exploitant plusieurs mines de charbon dans l'archipel du Svalbard.
L'équipage était composé du commandant de bord Evgeny Nikolaevich Nikolaev (44 ans), du copilote Boris Fedorovich Sudarev (58 ans), du navigateur Igor Petrovich Akimov (50 ans) et de l'ingénieur de vol Anatoly Matveevich Karapetrov (38 ans), ainsi que 5 membres d'équipage en cabine et 2 techniciens de maintenance. 
À bord se trouvaient 130 passagers, composés majoritairement d'employés d'Arktikougol, essentiellement russes et ukrainiens, et de leurs familles, dont 3 enfants, qui se rendaient vers les villes de Barentsburg et Pyramiden, situées dans l'archipel du Svalbard.

## Accident

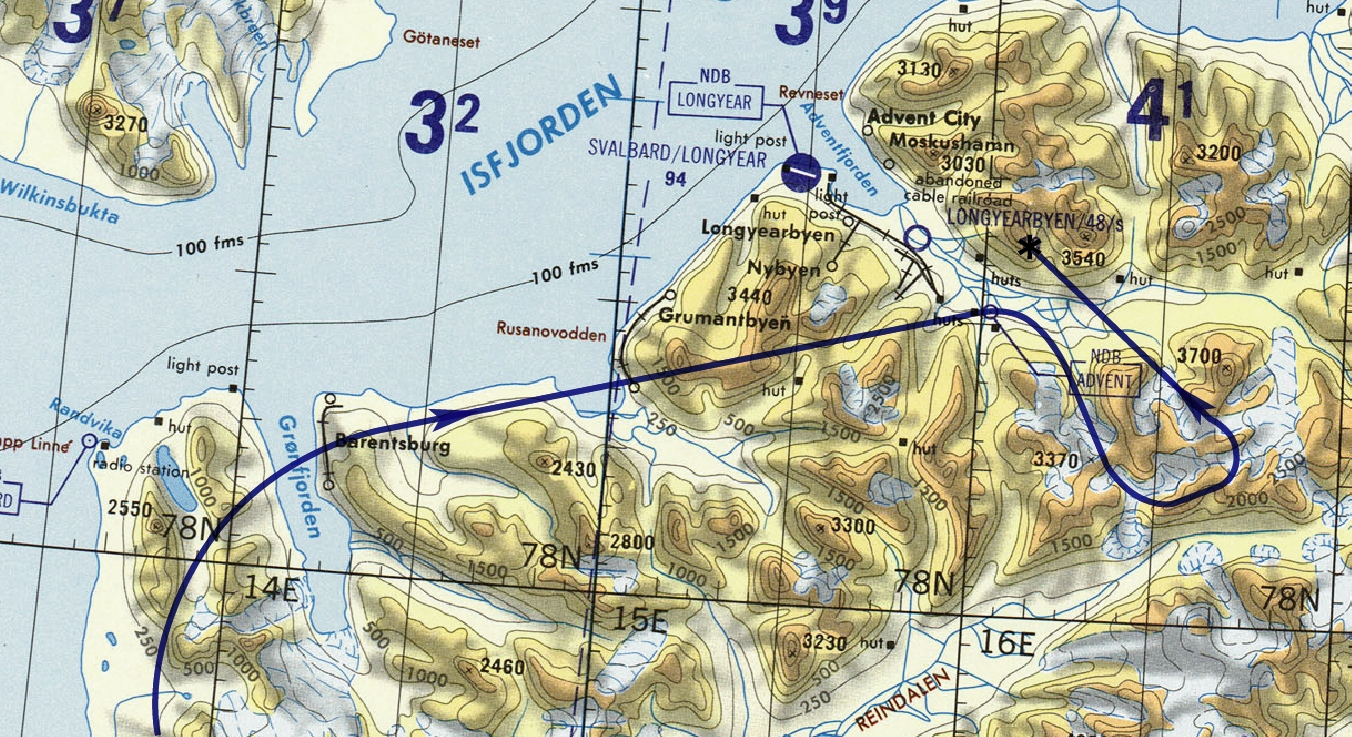
Itinéraire de vol 2801 et lieu de l'accident.

À 07h55 UTC, l'équipage du vol 2801 a demandé l'autorisation d'entamer la descente pour son approche vers l'aéroport de Longyearbyen, mais en raison du manque de communication avec le Centre de contrôle du trafic aérien (ATCC) de Bodø, cette autorisation n'a pas été obtenue. 
À 07h56, les informations émises par le service d'information de vol (AFIS) de l'aéroport ont été données à l'équipage, lui indiquant qu'il n'y avait aucun trafic à proximité, permettant alors une descente à 6 000 pieds (1 800 m). Il a tenté de demander l'utilisation de la piste 10, mais cela n'a pas été compris comme tel par l'AFIS, en raison de problèmes linguistiques. Au lieu de cela, le contrôle aérien a communiqué les conditions météo et a informé que la piste 28 était utilisée. Une demande supplémentaire d'utilisation de la piste 10 n'a pas non plus été entendue, en raison d'une mauvaise compréhension du terme « piste en service ». Pour cette raison, l'équipage a plutôt décidé d'utiliser la piste 28.
L'équipage a utilisé des cartes Jeppesen datées du 21 janvier 1994. Selon les procédures, les deux indicateurs de situation horizontale (en) (HSI) étaient réglés sur 283°, mais le cap magnétique de 300° du localizer ne l'était pas. Un GPS a alors été utilisé comme solution de secours. Aucune demande d'utilisation du radiophare omnidirectionnel VHF n'a été formulée par les pilotes. Depuis l'altitude de 10 000 pieds (3 000 m) jusqu'à l'impact, le vol s'est effectué dans des conditions météorologiques de vol aux instruments (IMC) et le vol contrôlé par mode de stabilisation automatique, avec navigation latérale contrôlée par le navigateur. 
À 08h10 UTC, le vol 2801 a atteint 5 000 pieds (1 524 m), qui est l'altitude minimale requise jusqu'à la balise non directionnelle (NDB) d'Adventdalen, ainsi que l'altitude d'approche initiale. 
À 08h15 UTC, il a atteint la balise NDB et est entré dans un virage de base, atteignant un cap magnétique de 160° une minute plus tard. Même si l'équipage a ajusté la trajectoire de l'avion par rapport au vent de travers, il n'a pas tenté d'intercepter le cap magnétique de 155° en direction d'Adventdalen.
À 08h17 UTC, l'équipage a amorcé le virage pour amener l'avion au cap magnétique de 300° requis pour l'approche ; cependant, l'écart latéral par rapport à la trajectoire en sortie du virage était de 155 °, soit 3,7 km vers la gauche. 
À la suite du passage de l'avion par l'axe du localizer, une discussion a éclaté au sein de l'équipage pour savoir si le virage avait été effectué au bon moment. Le premier commentaire à ce sujet a été fait par le copilote à 08h19 UTC. Cela a entraîné une sortie de virage en approche finale et un virage correctif au cap magnétique 306°. À ce moment-là, l'avion se trouvait à 50 km de l'aéroport et à 2,8 km à droite de la ligne médiane, à une altitude de 5 000 pieds (1 520 m) et une vitesse anémométrique de 180 nœuds (330 km/h). Au lieu d'intercepter la ligne médiane, l'avion a continué son approche en déviant sur le côté droit, presque parallèlement à la trajectoire fournie par le localizer.
À 08h20 UTC, le commandant de bord a ordonné à l'avion de virer à 291°, ce qui, une fois la trajectoire ajustée, l'a rapproché du cap initial de 300°. À ce moment-là, l'avion présentait toujours un écart latéral de 3,7 km par rapport à l'axe d'approche, lorsqu'il a commencé la descente. Un virage a alors été effectué pour corriger la trajectoire d'approche. À ce moment-là, l'appareil descendait à une vitesse de 16 à 23 pieds/s (5 à 7 m/s). Il a commencé à tourner à gauche et est immédiatement entré dans une zone de turbulence créée par la présence des montagnes environnantes.

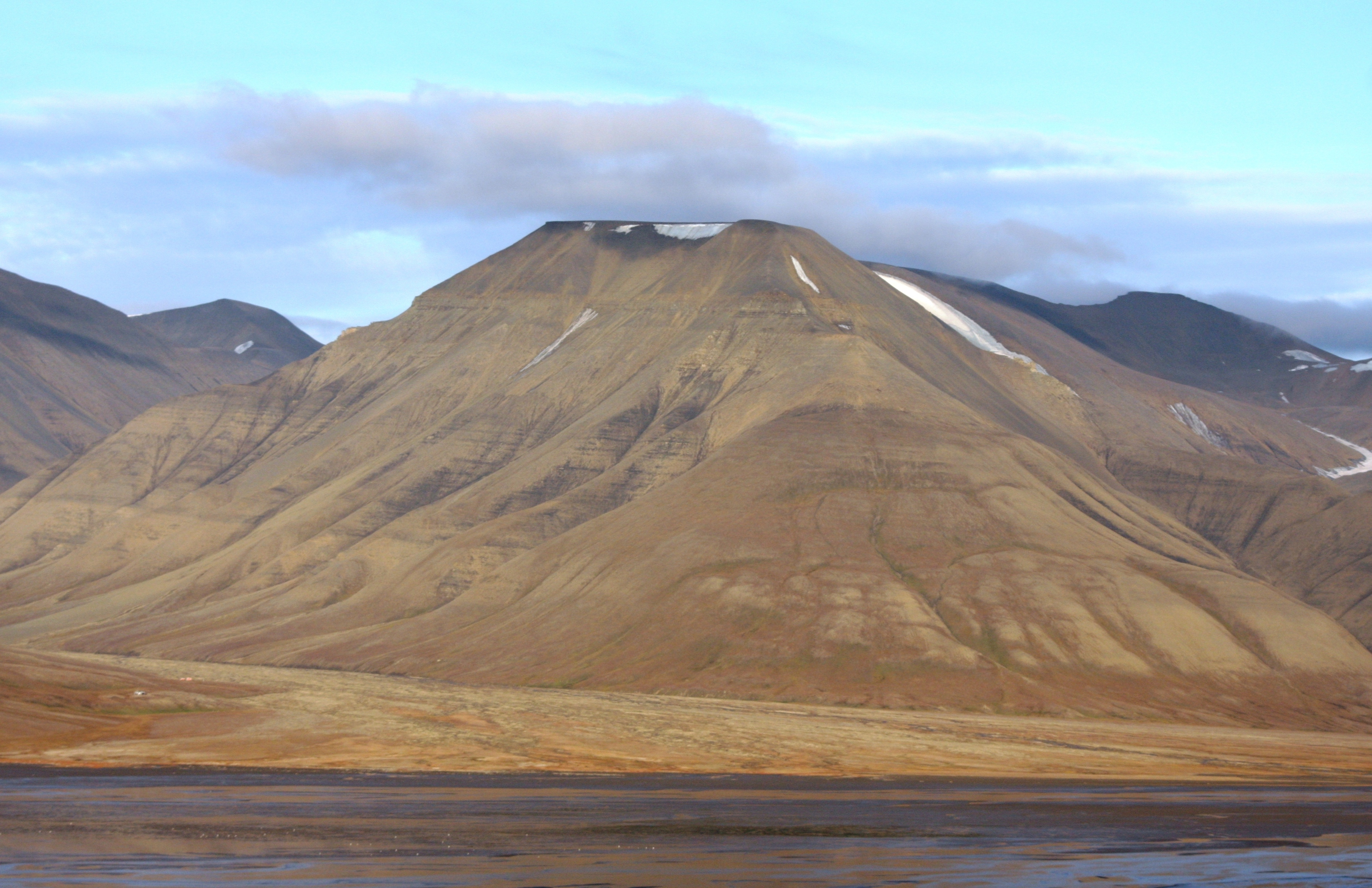
, la montagne sur laquelle a eu lieu l'accident.

Lors de l'approche initiale, l'alarme du radioaltimètre a été activée à plusieurs reprises, ce qui indiquait que l'avion était moins de 2 460 pieds (750 m) au dessus du sol. Lors de l'approche finale, l'avertisseur de proximité du sol (GPWS) s'est déclenché neuf secondes avant l'impact, et a retenti dans le cockpit jusqu'au crash. Six secondes avant l'impact, l'alerte radioaltimétrique s'est à nouveau déclenchée. 
À 08h22 UTC, le vol 2801 s'est écrasé contre le sommet d'Operafjellet (en), à 907 m d'altitude, situé à 14 km de l'aéroport de Longyearbyen et à 3,7 km à droite de la trajectoire d’approche. La violence du choc a totalement détruit l'appareil, tuant sur le coup les 141 personnes à bord.

## Enquête
L'enquête officielle a conclu que cet accident était le résultat d'une série d'erreurs de navigation, notamment l'absence d'une procédure définie concernant les approches avec changement de piste, ainsi qu'un mauvais réglage des gyroscopes de l'appareil, induisant en erreur les pilotes en ce qui concerne la position de l'avion par rapport à l'axe de la piste, ce qui fait que l'avion se trouvait à 3,7 kilomètres de l'axe d'approche requis au moment de l'impact avec le relief.